# Baškatavlan
Baškatavlan (kroatiska: Bašćanska ploča) är ett fornminne från ön Krk i Kroatien. Fornminnet, en stentavla daterad till omkring år 1100, har ristats med glagolitisk skrift på fornkroatiska. Inskriptionen är en blandning av den čakaviska dialekten och kyrkslaviska. Utöver texten är den utsmyckad med ornamentalt mönster, så kallat kroatiskt flätmönster. Även om tavlan inte är den äldsta i sitt slag betraktas den som en kulturskatt och en milstolpe i det kroatiska språkets utveckling. Den har av denna anledning kallats det "kroatiska språkets juvel" och "den kroatiska litteraturens födelsebevis".

## Historia
Tavlan återfanns år 1851 i medeltidskyrkan Sankta Lucias kyrka i Jurandvor vid Baška på ön Krk. Originalet förvaras sedan år 1931 vid Kroatiska akademien för vetenskap och konst i Zagreb.

## Inskriptionen
Inskriptionen omnämner Kroatiens kung Dmitar Zvonimir som donerade land till Benediktinorden under ledning av en abbot vid namn Držiha. Inskriptionen nämner också Kroatien och adjektivet kroatisk för första gången i skriven form. Äldre skrivna former förekommer men endast på andra språk som till exempel latin och grekiska. Tavlan är inte den äldsta där kroatisk glagolitisk skrift används – Plomintavlan, Valuntavlan och Krkinskriptionerna är alla från 1000-talet.
| Originaltexten transkriberad till latinska alfabetet | Texten på modern kroatiska | Texten på svenska |
| --- | --- | --- |
| A[zъ vъ ime o]tca i s(i)na [i s](ve)tago duha azъ opat[ъ] Držiha pisahъ se o ledin[n]e juže da Zъvъnim[i]rъ kralъ hrъvatъskъï [vъ] dni svoję vъ svetuju Luciju i s[vedo]mi županъ Desimra Krъ[ba]vě Mra[tin]ъ vъ l(i)cě Pr(i)bъnebža [s]ъ posl[ъ] Vin[od](o)lě [Ěk](o)vъ v(ъ) Otocě da iže to poreče klъni i bo(g) i bï(=12) ap(osto)la i g(=4) eva(n)j(e)listi i s(ve)taě Luciě am(e)nъ da iže sdě živetъ moli za ne boga azъ opatъ D(o)brovitъ zъdah crěkъvъ siju i svoeju bratiju sъ devetiju vъ dni kъneza kosъmъta obladajućago vъsu Kъrainu i běše vъ tъ dni Mikula vъ Otočъci [sъ S]vetuju Luciju vъ edino | Ja, u ime oca i Sina i Svetoga Duha. Ja opat Držiha pisah ovo o ledini koju dade Zvonimir, kralj hrvatski u dane svoje svetoj Luciji. Svjedoče mi župan Desimir u Krbavi, Martin u Lici, Piribineg u Vinodolu i Jakov na Otoku. Da tko poreče, nega ga prokune i Bog i 12 apostola i 4 evanđelista i sveta Lucija. Amen. Neka onaj tko ovdje živi, moli za njih Boga. Ja opat Dobrovit zidah crkvu ovu sa svoje devetero braće u dane kneza Kosmata koji je vladao cijelom Krajinom. I bijaše u te dane [župa sv.] Mikula u Otočcu sa [župom] svetom Lucijom zajedno. | Jag, i Faderns, Sonens och den helige Andes namn. Jag abbot Držiha skrev detta om den täppa land vilken gavs av Zvonimir, den kroatiska kungen, i hans dagar till sankta Lucia. Mina vittnen är župan Desimir i Krbava, Martin i Lika, Piribineg i Vinodol och Jakov i Otok. Ifall någon förnekar detta, låt honom bli fördömd av Gud, de tolv apostlarna och de fyra evangelisterna och sankta Lucia. Amen. Låt den som lever här be till Gud för dem. Jag abbot Dobrovit byggde denna kyrka med mina nio bröder under tiden för knezen Kosmat som regerade över hela Krajina. På den tiden förenades (församlingen) Mikula i Otočac med (församlingen) sankta Lucia. |

## Fotnoter
1. 1 2 3  Hazu.hr Arkiverad 18 oktober 2014 hämtat från the Wayback Machine. - Kroatiska akademien för vetenskap och konst (engelska)